# Pervigilium Veneris

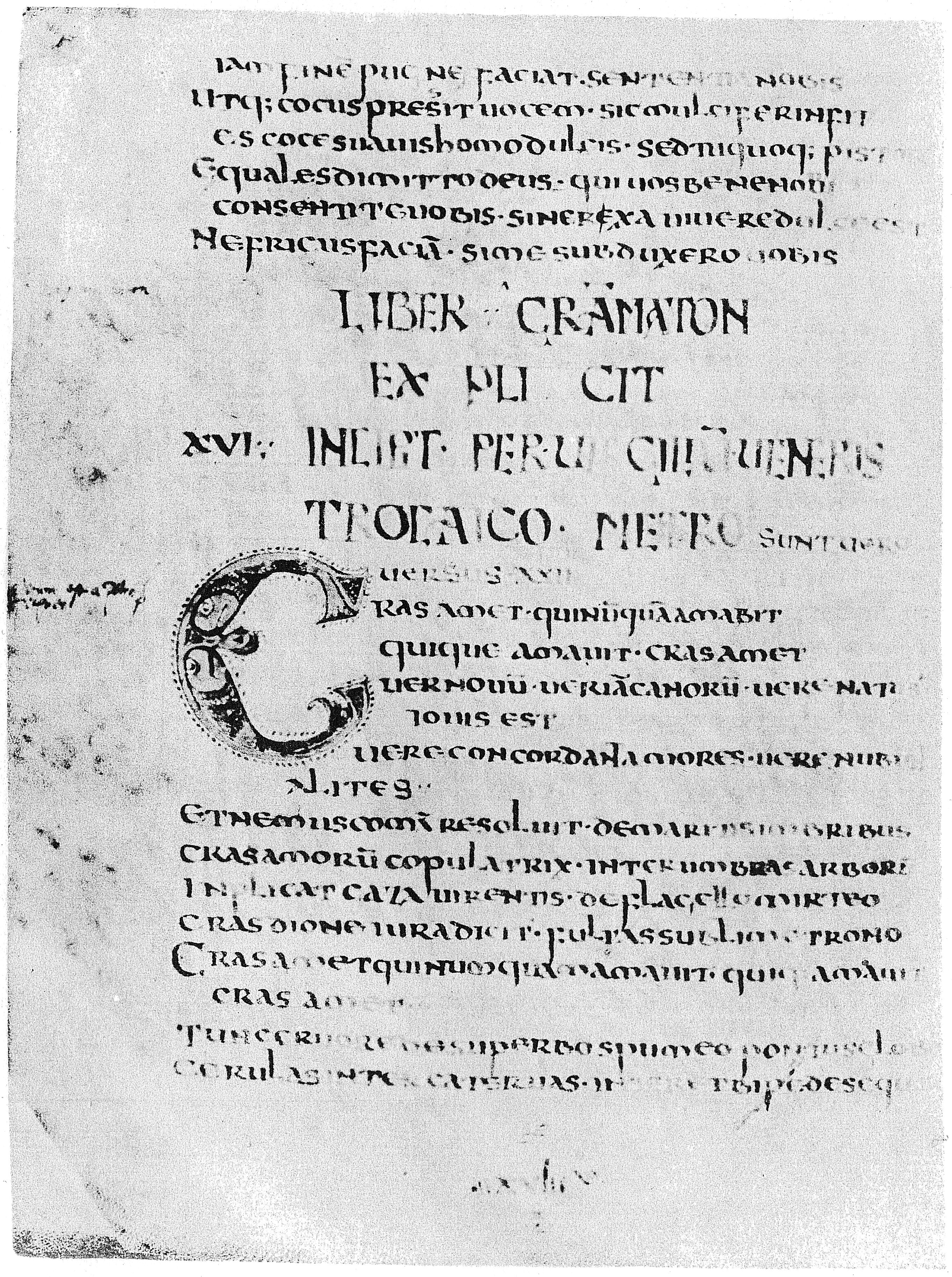
Eerste pagina van Pervigilium Veneris.

Pervigilium Veneris (d.i. Venus' Nachtwake) is de naam van een vermoedelijk uit de 3e eeuw na Chr. (wellicht later) stammend gedicht van onbekende hand, dat een lofzang geeft op de als kosmische macht gedachte liefdesgodin die in de lente de natuur tot leven wekt. 
Te midden van de geestelijke dorheid van deze periode worden wij verrast door een anoniem gedicht, dat nog eenmaal in staat is de beste tradities van de Romeinse lyriek te doen herleven. We kennen de auteur van dit hartveroverende gedicht niet, en we weten zelfs niet bij benadering wanneer het is ontstaan: in ieder geval niet eerder dan de 2e eeuw. Misschien moeten we het zelfs dichter bij de vijfde dan bij vierde eeuw dateren. 
Een ongelukkige minnaar, die de liefelijkheid van de lente en de wondere macht van de Liefde bezingt, brengt de lezer in een sfeer van verwachting aan de vooravond van een Siciliaans lentefeest ter ere van de godin Venus Genetrix. Het gedicht bestaat uit 82 verzen van telkens zeven trochaeën, in strofen van ongelijke lengte verdeeld door een elfmaal herhaald refrein. Vorm en inhoud getuigen van grote poëtische gaven van de anonieme dichter. 
Het werk herinnert tegelijk aan de goede dagen van de Alexandrijnse poëzie, maar ook herkent men in de romantische klanken van deze verzen reeds de proloog van de Middeleeuwse lyriek. Het werk werd verschillende keren in het Nederlands vertaald; over het algemeen wordt de poëtische vertaling van Patrick Lateur als de beste beschouwd.

## Nederlandse vertalingen
- Pervigilium Veneris. Een lentelied, vertaald door Patrick Lateur, 1996, ISBN 9073214637
- Lentelied. Een Nederlandse bewerking van het Pervigilium Veneris, vertaald door Anth.J. van Wolferen, 1970-71
- "Pervigilium Veneris", vertaald door A. Rutgers van der Loeff, in: Hermeneus, 1947-48, nr. 19, p. 65-70, 81-83 en 98-103
- Het Nachtfeest van Venus (Pervigilium Veneris), vertaald door Nico van Suchtelen, 1946
- Pervigilium Veneris. Venus-verwachtingsnacht, vertaald door Jan Prins, 1945
- Pervigilium Veneris, geannoteerde Latijnse tekst en Nederlandse prozavertaling van C. Brakman Jz., 1928
- M.C. van Hall, 1793
- Lentefeest. ('t 'Pervigilium Veneris' nagevolgd.), gedeeltelijk vertaald door Willem Bilderdijk, 1791